# 김재건 (1944년)
김재건(金在健, 1944년 12월 12일, 경상남도 사천시 실안동 ~ 2013년 9월 11일)은 대한민국의 정치인이다. 그리고 제6대 부산광역시 중구의원을 역임했다.

## 학력
- 영남상업고등학교 졸업

## 경력
- 중구 영주1동 동장
- 중구 보수1동 동장
- 보수동 주민자치위원회 위원장
- 보수동 새마을금고 감사
- 2010.07 ~ 2013.09 제6대 부산광역시 중구의회 의원
- 2010.07 ~ 2012.07 제6대 부산광역시 중구의회 전반기 복지도시위원회 위원
- 2010.07 ~ 2012.07 제6대 부산광역시 중구의회 전반기 예산결산특별위원회 위원
- 2012.07 ~ 2013.09 제6대 부산광역시 중구의회 후반기 부의장
- 2012.07 ~ 2013.09 제6대 부산광역시 중구의회 후반기 예산결산특별위원회 위원

## 수상
- 대통령 표창장 (근정포장)
- 내무부장관 표창
- 내무부장관 감사장수장
- 부산직할시장 2회 표창
- 부산시 중구청장 목민 봉사상 외3회 수상

## 역대 선거 결과
| 실시년도 | 선거      | 대수 | 직책   | 선거구                | 정당     | 득표수  | 득표율          | 순위 | 당락 | 비고           |
| -------- | --------- | ---- | ------ | --------------------- | -------- | ------- | --------------- | ---- | ---- | -------------- |
| 2010년   | 지방 선거 | 6대  | 구의원 | 부산 중구 (가 선거구) | 미래연합 | 2,026표 | \| \| 20.17% \| | 2위  |      | 초선, 민선 5기 |
|          | 20.17%    |      |        |                       |          |         |                 |      |      |                |